# Équipe de Roumanie de football à la Coupe du monde 1938
L'équipe de Roumanie de football participe à sa troisième Coupe du monde lors de l'édition 1938 qui se tient en France du 4 juin 1938 au 19 juin 1938. La Roumanie se présente après avoir été éliminée au 1er tour lors de l'édition 1934. Elle réédite la même performance en étant battue par Cuba après un résultat nul 3-3 et une défaite 2-1 lors du match rejoué.

## Phase qualificative
La nation se trouve dans le groupe 4 de la zone Europe avec l'Égypte, unique pays africain engagé dans la phase préliminaire et donc placé dans la zone Europe. La Roumanie se qualifie pour la Coupe du monde sans jouer de match à la suite du forfait des Égyptiens.

## Phase finale

### Huitièmes de finale
| 5 juin 1938                         | Cuba                                                                                                | 3 - 3 a.p. | Roumanie                                                                                             | Stade du T.O.E.C. (Toulouse)                    |                                                 |
| 17 h 00 · Historique des rencontres | Socorro 44e · Magriñá 87e · Tuñas 117e                                                              | (1 - 1)    | Bindea 35e · Baratky 88e · Dobay 105e                                                                | Spectateurs : 7 000 Arbitrage : Giuseppe Scarpi | Spectateurs : 7 000 Arbitrage : Giuseppe Scarpi |
| 17 h 00 · Historique des rencontres | Rapport                                                                                             |            | | Spectateurs : 7 000 Arbitrage : Giuseppe Scarpi | Spectateurs : 7 000 Arbitrage : Giuseppe Scarpi |
| 17 h 00 · Historique des rencontres | Carvajales - Barquín, Chorens - Arias, Rodríguez, Berges - Magriñá, Fernández, Socorro, Tuñas, Sosa | Équipes    | Pavlovici - Bürger, Chiroiu - Cossini, Răşinaru, Raffinsky - Bindea, Kovacs , Baratky, Bodola, Dobay | Spectateurs : 7 000 Arbitrage : Giuseppe Scarpi | Spectateurs : 7 000 Arbitrage : Giuseppe Scarpi |

| 9 juin 1938 match rejoué            | Cuba                                                                                          | 2 - 1   | Roumanie | Stade du T.O.E.C. (Toulouse)                  |                                               |
| 18 h 00 · Historique des rencontres | Socorro 51e · Fernández 57e                                                                   | (0 - 1) | Dobay 35e | Spectateurs : 8 000 Arbitrage : Alfred Birlem | Spectateurs : 8 000 Arbitrage : Alfred Birlem |
| 18 h 00 · Historique des rencontres | Rapport                                                                                       |         | | Spectateurs : 8 000 Arbitrage : Alfred Birlem | Spectateurs : 8 000 Arbitrage : Alfred Birlem |
| 18 h 00 · Historique des rencontres | Ayra - Barquín, Chorens - Arias, Rodríguez, Berges - Magriñá, Fernández, Socorro, Tuñas, Sosa | Équipes | Szádowsky - Bürger, Felecan - Bărbulescu, Răşinaru, Raffinsky - Bogdan, Moldoveanu, Baratky, Prassler, Dobay | Spectateurs : 8 000 Arbitrage : Alfred Birlem | Spectateurs : 8 000 Arbitrage : Alfred Birlem |

## Effectif
Alexandru Săvulescu et Costel Rădulescu sont les sélectionneurs de la Roumanie durant la Coupe du monde.
| No. | Pos.      | Joueur               | Date de naissance et âge | Sélec.  | Club                  |
| --- | --------- | -------------------- | ------------------------ | ------- | --------------------- |
| -   | Attaquant | Iuliu Baratky        | 14 mai 1910              | 10 0(7) | Rapid Bucarest        |
| -   | Milieu    | Andrei Bărbulescu    | 25 mars 1917             | 02 0(0) | Venus FC Bucarest     |
| -   | Attaquant | Silviu Bindea        | 24 octobre 1912          | 18 0(5) | Ripensia Timisoara    |
| -   | Attaquant | Iuliu Bodola         | 26 février 1912          | 39 (28) | Venus FC Bucarest     |
| -   | Attaquant | Ioan Bogdan          | 6 mars 1915              | 01 0(1) | Rapid Bucarest        |
| -   | Milieu    | Gheorghe Brandabura  | 23 février 1913          | 04 0(0) | Juventus Bucarest     |
| -   | Attaquant | Coloman Braun-Bogdan | 13 octobre 1905          | 00 0(0) | Juventus Bucarest     |
| -   | Défenseur | Rudolf Bürger        | 31 octobre 1908          | 27 0(0) | Ripensia Timisoara    |
| -   | Défenseur | Vasile Chiroiu       | 13 août 1910             | 08 0(0) | Ripensia Timisoara    |
| -   | Milieu    | Vintilă Cossini      | 21 novembre 1913         | 12 0(0) | Rapid Bucarest        |
| -   | Gardien   | Mircea David         | 16 octobre 1914          | 04 0(0) | Venus FC Bucarest     |
| -   | Attaquant | Ştefan Dobay         | 26 septembre 1909        | 33 (15) | Ripensia Timisoara    |
| -   | Défenseur | Iacob Felecan        | 1er mars 1914            | 04 0(0) | Victoria Cluj         |
| -   | Attaquant | Nicolae Kovacs       | 29 octobre 1911          | 36 0(6) | Clubul Atletic Oradea |
| -   | Attaquant | Ioachim Moldoveanu   | 17 août 1913             | 03 0(0) | Rapid Bucarest        |
| -   | Attaquant | Edmund Nagy          | 1918                     | 00 0(0) | Crişana Oradea        |
| -   | Gardien   | Dumitru Pavlovici    | 26 avril 1912            | 08 0(0) | Ripensia Timisoara    |
| -   | Attaquant | Iuliu Prassler       | 16 janvier 1916          | 01 0(0) | AMEF Arad             |
| -   | Milieu    | Gheorghe Rășinaru    | 10 février 1915          | 01 0(0) | Rapid Bucarest        |
| -   | Milieu    | László Raffinsky     | 23 avril 1905            | 18 0(1) | Rapid Bucarest        |
| -   | Gardien   | Róbert Szádowsky     | 16 août 1914             | 01 0(0) | AMEF Arad             |
| -   | Défenseur | Lazăr Sfera          | 29 avril 1909            | 05 0(0) | Venus FC Bucarest     |

## Navigation